# Poienari (okręg Vâlcea)
Poienari – wieś w Rumunii, w okręgu Vâlcea, w gminie Ghioroiu. W 2011 roku liczyła 295 mieszkańców.